# La voce della Luna
La voce della Luna è un film del 1990 co-scritto e diretto da Federico Fellini, e interpretato da Roberto Benigni e Paolo Villaggio.
La pellicola, ultima regia di Fellini, è ispirata al romanzo Il poema dei lunatici (1987) di Ermanno Cavazzoni.

Federico Fellini assieme a Paolo Villaggio e Roberto Benigni

## Trama
Nella nebbiosa bassa bolognese, il poetico e malinconico Ivo Salvini girovaga nelle campagne, seguendo delle voci provenienti dai pozzi, alla ricerca della donna ideale che assomigli al suo unico e vero amore, la Luna. Al paese, invaghito della giovane Aldina, la spia di nascosto e la ragazza gli lancia addosso una scarpa che Ivo porterà con sé nelle sue peregrinazioni. 
Durante la festa della Gnoccata, Ivo rovescia un piatto di gnocchi in testa ad un corteggiatore di Aldina e, inseguito dai compaesani, fugge nelle campagne; qui incontra il paranoico prefetto Gonnella, che vede complotti ovunque, e conduce Ivo ad un rave dove il prefetto sospetta si stia organizzando una cospirazione nei propri confronti. Ivo prova la scarpa di Aldina a tutte le ragazze, concludendo che "sono tutte Aldina". Alla fine della serata, la sorella del ragazzo e il marito lo trovano e lo riportano a casa. 
Più tardi, alcuni paesani catturano la Luna e la ancorano in un casolare, organizzando per l'occasione una festa con annessa tavola rotonda televisiva. Il grande evento si conclude nel caos più totale quando un uomo esplode dei colpi di pistola contro lo schermo che proietta le immagini del satellite, poiché la Luna si rifiuta di rispondere alla sua domanda sul perché le persone vengono al mondo.
Nel finale, la Luna torna in cielo ed Ivo ha un colloquio con lei, chiedendole il senso delle incomprensibili chiamate che gli rivolge di continuo. La Luna gli risponde che non deve capirle, soltanto ascoltarle e seguirle. Disperso nelle campagne ancora una volta, Ivo sollecita il silenzio degli uomini per udire la voce della Luna con più chiarezza e magari finalmente cogliere qualcosa.

## Produzione
Il film venne girato dal 22 febbraio al 13 giugno 1989.
La fabbrica abbandonata è oggi il multisala "Cineland" a Ostia mentre il paesino è un set ricostruito presso gli ex Stabilimenti Cinematografici Pontini di Castel Romano al km 23,650 della Via Pontina.

## Distribuzione
È stato presentato fuori concorso al 43º Festival di Cannes.

## Riconoscimenti
- 1990 - David di Donatello
  - Miglior attore protagonista a Paolo Villaggio
  - Migliore scenografia a Dante Ferretti
  - Miglior montaggio a Nino Baragli
  - Candidatura come Miglior film
  - Candidatura per il Miglior regista a Federico Fellini
  - Candidatura per il Migliore produttore a Mario e Vittorio Cecchi Gori
  - Canditatura per il Migliore fotografia a Tonino Delli Colli
  - Candidatura per la Miglior colonna sonora a Nicola Piovani
  - Candidatura per i Migliori costumi a Maurizio Millenotti
- 1990 - Ciak d'oro
  - Migliore fotografia a Tonino Delli Colli[3]
  - Candidatura a migliori costumi a Maurizio Millenotti
- 1991 - Nastro d'argento
  - Migliore colonna sonora a Nicola Piovani
  - Candidatura per il Migliore attore protagonista a Paolo Villaggio

## Manifesti e locandine
La realizzazione dei manifesti e delle locandine del film fu affidata al disegnatore Milo Manara, amico e collaboratore di Fellini.